# Appendicula fallax
Appendicula fallax är en orkidéart som beskrevs av Rudolf Schlechter. Appendicula fallax ingår i släktet Appendicula och familjen orkidéer. Inga underarter finns listade i Catalogue of Life.